# 파스칼 슈텐첼
파스칼 슈텐첼(독일어: Pascal Stenzel, 1996년 3월 20일 ~ )은 독일의 축구 선수로, 현재 독일 분데스리가의 VfB 슈투트가르트에서 라이트 백으로 활약하고 있다.